# Barbâtre
Barbâtre és un municipi francès situat al departament de Vendée i a la regió de País del Loira. L'any 2007 tenia 1.751 habitants.

## Demografia

### Població
El 2007 la població de fet de Barbâtre era de 1.751 persones. Hi havia 816 famílies de les quals 304 eren unipersonals (100 homes vivint sols i 204 dones vivint soles), 300 parelles sense fills, 176 parelles amb fills i 36 famílies monoparentals amb fills.
La població ha evolucionat segons el següent gràfic:
Habitants censats

### Habitatges
El 2007 hi havia 3.115 habitatges, 851 eren l'habitatge principal de la família, 2.230 eren segones residències i 34 estaven desocupats. 2.963 eren cases i 112 eren apartaments. Dels 851 habitatges principals, 624 estaven ocupats pels seus propietaris, 204 estaven llogats i ocupats pels llogaters i 23 estaven cedits a títol gratuït; 10 tenien una cambra, 82 en tenien dues, 228 en tenien tres, 277 en tenien quatre i 254 en tenien cinc o més. 680 habitatges disposaven pel capbaix d'una plaça de pàrquing. A 462 habitatges hi havia un automòbil i a 266 n'hi havia dos o més.

### Piràmide de població
La piràmide de població per edats i sexe el 2009 era:
| Homes | Edats   | Dones |
| ----- | ------- | ----- |
| 4     | 95 o +  | 0     |
| 16    | 90 a 94 | 12    |
| 16    | 85 a 89 | 56    |
| 12    | 80 a 84 | 32    |
| 60    | 75 a 79 | 56    |
| 60    | 70 a 74 | 76    |
| 40    | 65 a 69 | 40    |
| 64    | 60 a 64 | 56    |
| 48    | 55 a 59 | 72    |
| 32    | 50 a 54 | 44    |
| 24    | 45 a 49 | 20    |
| 24    | 40 a 44 | 24    |
| 52    | 35 a 39 | 48    |
| 40    | 30 a 34 | 44    |
| 24    | 25 a 29 | 48    |
| 16    | 20 a 24 | 16    |
| 8     | 15 a 19 | 28    |
| 20    | 10 a 14 | 28    |
| 40    | 5 a 9   | 44    |
| 36    | 0 a 4   | 24    |

## Economia
El 2007 la població en edat de treballar era de 979 persones, 650 eren actives i 329 eren inactives. De les 650 persones actives 584 estaven ocupades (316 homes i 268 dones) i 66 estaven aturades (25 homes i 41 dones). De les 329 persones inactives 197 estaven jubilades, 49 estaven estudiant i 83 estaven classificades com a «altres inactius».

### Ingressos
El 2009 a Barbâtre hi havia 873 unitats fiscals que integraven 1.854,5 persones, la mediana anual d'ingressos fiscals per persona era de 17.145 €.

### Activitats econòmiques
Dels 111 establiments que hi havia el 2007, 2 eren d'empreses extractives, 2 d'empreses alimentàries, 1 d'una empresa de fabricació d'elements pel transport, 7 d'empreses de fabricació d'altres productes industrials, 16 d'empreses de construcció, 22 d'empreses de comerç i reparació d'automòbils, 5 d'empreses de transport, 12 d'empreses d'hostatgeria i restauració, 1 d'una empresa d'informació i comunicació, 2 d'empreses financeres, 14 d'empreses immobiliàries, 11 d'empreses de serveis, 7 d'entitats de l'administració pública i 9 d'empreses classificades com a «altres activitats de serveis».
Dels 34 establiments de servei als particulars que hi havia el 2009, 1 era una oficina de correu, 2 oficines bancàries, 3 tallers de reparació d'automòbils i de material agrícola, 3 paletes, 5 guixaires pintors, 1 fusteria, 3 lampisteries, 1 electricista, 2 perruqueries, 6 restaurants, 6 agències immobiliàries i 1 tintoreria.
Dels 14 establiments comercials que hi havia el 2009, 1 era un supermercat, 3 botiges de menys de 120 m², 3 fleques, 1 una peixateria, 1 una llibreria, 1 una botiga de roba, 1 una botiga d'equipament de la llar, 1 una botiga de material esportiu, 1 un drogueria i 1 una floristeria.
L'any 2000 a Barbâtre hi havia 8 explotacions agrícoles que ocupaven un total de 152 hectàrees.

## Equipaments sanitaris i escolars
L'únic equipament sanitari que hi havia el 2009 era una farmàcia.
El 2009 hi havia 2 escoles elementals.

## Poblacions més properes
El següent diagrama mostra les poblacions més properes.